# Хаггет, Питер
Пи́тер Ха́ггет (Хаггетт, англ. Peter Haggett;  24 января 1933, Полетт, Англия — 9 февраля 2025) британский географ, теоретик школы пространственного анализа. Известен своими достижениями в области пространственного анализа. Автор книги «География: синтез современных знаний», которая является важным теоретическим обобщением опыта географов этого направления. 

## Научная карьера
Родился в местечке Полетт в Сомерсете. Окончил Кембриджский университет, после окончания преподавал в школе св. Катарины при университете, затем в университетском колледже в Лондоне. В 1957 г., получив степень магистра географии в Кембридже, некоторое время преподавал в alma mater (колледже Фицвильям). С 1966 г. — в университете Бристоля, в 1966—88 гг. был заведующим кафедрой городской и региональной географии. Является обладателем двух докторских степеней (PhD, 1969 и DSc, 1985). Был членом Юго-Западного совета по экономическому планированию, Совета Королевского географического общества, университетского комитета по грантам, Национального совета радиационной безопасности.
Был вице-президентом Британской академии, является одним из основателей Европейской академии наук (причём, он и Торстен Хагерстранд были единственными географами среди её первых членов).
Иностранный член Национальной академии наук США (2008).
Являлся почётным профессором, жил с женой в Сомерсете.

## Вклад в науку
Питер Хаггет известен прежде всего как один из теоретиков школы пространственного анализа. В 1972 году он опубликовал книгу «География: синтез современных знаний», наряду с работами Уолтера Айзарда, Уильяма Бунге и Дэвида Харви являющуюся важнейшим теоретическим обобщением опыта географов этого направления. С конца 1960-х Хаггет начинает интересоваться медицинской географией, с середины 1970-х занимался в основном проблемами распространения эпидемий, территориальными различиями в здоровье населения, сотрудничал с рядом международных организаций.

## Награды
- 1991 — премия Вотрена Люда. Питер Хаггет стал первым лауреатом награды, считающейся «Нобелевской премией по географии».

## Основные работы
- Пространственный анализ в экономической географии = Locational Analysis in Human Geography (1965) / Пер. с англ. Ю. Г. Липеца и С. Н. Тагера; предисл. и ред. В. М. Гохмана и Ю. В. Медведкова. — М.: Прогресс, 1968. — 392 с.
- Models in Geography, 1967 (редактор, совместно с Ричардом Чорли)
- Network Analysis in Geography, 1969 (в соавторстве с Ричардом Чорли)
- Geography: a Modern Synthesis, 1972,
- П. Хаггет География: синтез современных знаний. — М., Прогресс, 1979. — 684 c.
- The Geographical Structure of Epidemics, 2000
- World Atlas of Epidemic Diseases, 2004
- Geography: a Global Synthesis, 2005 (в соавторстве с Алексеем Скопиным)